# Уэдраого, Идрисса
Идрисса́ Уэдрао́го (фр. Idrissa Ouédraogo; 21 января 1954, Банфора, Верхняя Вольта — 18 февраля 2018, Уагадугу) — кинорежиссёр из Буркина-Фасо. Его фильм «Закон» получил Гран-При Каннского кинофестиваля 1990 года.

## Биография
Идрисса Уэдраого окончил Африканский Институт Кинематографии (фр. Institut Africain d’Études Cinématographiques) в Уагадугу, и в 1981 году начал работать на государственную кинематографическую компанию Direction de la Production Cinématographique du Burkina Faso, сняв для неё несколько короткометражных фильмов. Один из них, Поко, получил приз за лучший короткометражный фильм на Фестивале кино и телевидения стран Африки в Уагадугу. Затем Уэдраого учился в Киеве, стажировался во ВГИКе, а позже — в Париже, где в 1985 году окончил Institut des Hautes Études Cinématographiques.
В 1986 году Уэдраого снял свой первый полнометражный фильм Yaam Dabo («Выбор»), за который был удостоен премии ФИПРЕССИ. Его третий фильм, Tilaï («Закон»), был удостоен Гран-При Каннского кинофестиваля, а также главной награды (Étalon de Yenenga) Фестиваля кино и телевидения стран Африки в Уагадугу в 1991 году.
Репутация Уэдраого на Западе до сих пор определяется его наиболее известными фильмами — «Выбор», о двух детях, подружившихся с отверженной старой женщиной, и «Закон», о конфликте племенных традиций и чувств. Действие обоих происходит в африканской деревне, и критики отмечали специфические черты кинематографа Уэдраого, такие, например, как соразмерность ритма фильма деревенской жизни. Кроме того, сюжеты этих двух фильмов хорошо ложились в стереотипы Африки, сложившиеся в Европе. Сам режиссёр, однако, был недоволен таким восприятием его творчества, и ещё в 1993 году заявил о намерении отойти от принципов своих ранних фильмов, чтобы не оставать от динамичного развития Африки.
Поворотным в его творчестве стал фильм «A Karim na Sala» (1991), рассказывающий о крестьянине, волей обстоятельств попавшем в город и в конечном итоге остающемся в нём, чтобы получить образование. Хотя традиция кинематографа, рассказывающего о конфликте традиционных ценностей с экономическими обстоятельствами, давно существовала в Африке и, в частности, в Буркина-Фасо, Уэдраого отличается от большинства своих коллег тем, что он никогда не поднимает политические вопросы и избегает показывать исторические события.
Фильм «Крик сердца» (1994) рассказывает об африканском юноше, оказавшемся во Франции и вынужденном выстраивать новую идентичность как представителя диаспоры. Также два других фильма, «Самба Траоре» (1993) и снятый в Зимбабве на английском языке «Кини и Адамс» рассказывают о столкновении города и деревни.
В фильме «Гнев Богов», посвящённом африканской династии, Уэдраого впервые снял историческую драму, начав новый период творчества.

## Фильмография

### Полнометражные фильмы
- 1986 — Выбор / Yam Daabo
- 1989 — Бабушка / Yaaba
- 1990 — Закон / Tilaï
- 1991 — A Karim na Sala
- 1993 — Самба Траоре / Samba Traoré
- 1994 — Крик сердца / Le Cri du cœur
- 1995 — Люмьер и компания / Lumière et compagnie
- 1997 — Кини и Адамс / Kini and Adams
- 2003 — Гнев богов / La Colère des dieux
- 2006 — Като Като / Kato Kato